# Food Evolution
Food Evolution é um documentário lançado em 2016, dirigido por Scott Hamilton Kennedy, que explora o debate sobre organismos geneticamente modificados (OGMs) e a segurança dos alimentos no contexto da ciência moderna. O filme foi produzido por Trace Sheehan e Scott Hamilton Kennedy, com a narração do cientista e comunicador Neil deGrasse Tyson.

## Sinopse
O documentário investiga as controvérsias em torno dos OGMs, apresentando uma análise sobre a percepção pública, os mitos, e as evidências científicas relacionadas a essa tecnologia. Food Evolution coloca em foco a polarização das discussões sobre os OGMs, utilizando exemplos concretos como a produção de mamão no Havaí e o uso de transgênicos na África, para destacar como a desinformação pode influenciar decisões políticas e sociais. O documentário busca demonstrar como a ciência pode ser distorcida por ambas as partes no debate.

## Produção
Food Evolution foi criado em um momento em que o debate sobre OGMs estava intensamente polarizado. O projeto foi apoiado pela Instituição de Biotecnologia (Institute of Food Technologists - IFT), com o intuito de promover um entendimento científico mais profundo sobre o tema. A produção envolveu entrevistas com diversos cientistas, agricultores e ativistas dos dois lados do debate, incluindo opositores e defensores dos OGMs. A equipe do filme viajou por várias regiões do mundo para investigar o impacto dos OGMs na agricultura e na segurança alimentar global.
O documentário foi elogiado por sua abordagem imparcial e científica, bem como por sua capacidade de trazer uma narrativa equilibrada para um tema altamente controverso.

### Elenco principal
Elenco Principal
O documentário Food Evolution apresenta uma série de figuras notáveis no debate sobre organismos geneticamente modificados, que contribuíram com suas opiniões e experiências sobre o tema. Entre os entrevistados estão:
- Raoul Adamchak
- Charles Benbrook
- Karl Haro von Mogel
- Tamar Haspel
- Mark Lynas
- Emma Naluyima Mugerwa
- Bill Nye
- Michael Pollan
- Pamela Ronald
- Kavin Senapathy
- Leena Tripathi
- Neil deGrasse Tyson – Narrador.
- Alison Van Eenennaam

## Comentários e Críticas
Food Evolution recebeu críticas mistas, sendo elogiado por sua clareza e por estimular o pensamento crítico. Entre os comentários de destaque:
- The New York Times descreveu o filme como "uma defesa convincente da ciência em tempos de histeria" e elogiou a postura firme do filme em defender a base científica dos OGMs.[4]
- Forbes caracterizou o documentário como uma "exposição fascinante" que proporciona um equilíbrio muito necessário ao debate.[6]
- Los Angeles Times destacou a abordagem "cientificamente precisa", observando que o documentário equilibra argumentos sem cair em simplificações.[7]

Apesar das críticas positivas, críticos mencionaram que, apesar de abordar o tema de forma educativa, o filme tende a dar mais peso à narrativa pró-OGM, deixando de lado nuances e preocupações legítimas de opositores.
O documentário tem sido amplamente utilizado como uma ferramenta educacional para promover discussões baseadas em evidências no campo da biotecnologia agrícola.

## Lançamento e Distribuição
O filme foi lançado em 2016 e exibido em diversos festivais de cinema, além de ser distribuído em plataformas digitais. Desde seu lançamento, Food Evolution tem sido mostrado em universidades, conferências científicas e eventos relacionados à agricultura e ciência alimentar, visando desmistificar mitos comuns sobre OGMs.